# Fisichella Motor Sport International
Fisichella Motor Sport International (ook wel bekend als FMS) is een Italiaans GP2 en een Formule BMW race team. Ook runt FMS de teams van AS Roma en Sevilla FC in de Superleague Formula.

## Geschiedenis

### Euro F3000
In 2004 richtte Giancarlo Fisichella samen met Enrico Zanarini een team op voor de Euro F3000, de Italiaanse Formule 3000. Gelijk in 2005 (hun eerste seizoen) wisten ze de titel te pakken. In 2006 slecht en eindigde slechts vijfde van de zeven teams. Nu hebben ze één coureur in het team namelijk: Luiz Razia hij werd derde in het kampioenschap van 2007. Na 2007 stopten ze in deze klasse.

### GP2 Series
Omdat het goed ging in de F3000 besloot Giancarlo in 2006 ook een GP2 team op te richten. Het team trok de Braziliaan Antonio Pizzonia en de Turk Jason Tahinci aan als coureurs. In hun eerste seizoen werden ze vijfde. Ze trokken ook Petrol Ofisi aan als hoofdsponsor. Tahinci scoorde geen punten en werd slechts drieëndertigste. Antonio Pizzonia werd na vijf races weggestuurd omdat hij niet de gewenste resultaten behaalde. Adam Carroll kon het seizoen afmaken, hij won twee races en eindigde als zevende.

### Formule BMW
Vanaf 2008 is FMS actief in het Europese Formule BMW kampioenschap. Ze rijden er met 3 coureurs: Pedro Bianchini, Mihai Marinescu en Oliver Millroy.

### Superleague Formula
Vanaf 2008 verzorgt FMS de Panoz Superleague DP09B van AS Roma. De coureur die er in rijdt is voormalig A1GP coureur Enrico Toccacelo.